# Râul Connecticut
Râul Connecticut, pronunțat [co-ne-ti-căt], este cel mai lung râu din regiunea Noua Anglie din SUA. El izvorăște din lacurile Connecticut Lake și Fourth Connecticut Lake din statul New Hampshire, având la început mărimea unui pârâu. Indienii numeau râul „Quinnitucket” (în traducere: Fluviul care este supus mareelor).
Râul are o lungime de 660 km și traversează în direcția sud statele nordamericane New Hampshire, Vermont, Massachusetts și Connecticut, apoi se varsă în estuarul Long Island Sound, care este o ramură  a Atlanticului cu lungimea de 177 km ce pătrunde în continentul nordamerican. Datorită unor baraje râul este navigabil până la Hartford. Râul irigă o parte a munților White Mountains și Green Mountains. La sud de Vermont irigă partea de vest a regiunii Berkshire din Massachusetts, urmând direcția văii Pioneer Valley.

## Localități mai importante traversate de râu
- Northampton, Massachusetts
- Springfield, Massachusetts
- Hartford, Connecticut